# Havaika beattyi
Havaika beattyi is een spinnensoort uit de familie springspinnen (Salticidae). De soort komt voor in Hawaï.